# Guangzhou International Finance Center
Guangzhou International Finance Center (förenklad kinesiska: 广州国际金融中心; traditionell kinesiska: 廣州國際金融中心; pinyin: Guǎngzhōu Guójì Jīnróng Zhōngxīn) eller Guangzhou West Tower (förenklad kinesiska: 广州西塔; traditionell kinesiska: 廣州西塔; pinyin: Guǎngzhōu Xītǎ) är en skyskrapa belägen i Tianhe-distriktet i Guangzhou, Kina och var vid uppförandet den femtonde högsta i världen med en höjd på 438,6 meter. Skyskrapan är ena halvan av Guangzhou Twin Towers.
Konstruktionen, designad av den brittiska arkitektfirman Wilkinson Eyre, påbörjades i december 2005 och stod färdig 2010. Byggnaden används som konferenscentrum, kontorsbyggnad och hotell. Våning 1 till 66 används för kontor, våning 67 och 68 är för teknisk utrustning, våning 69 till 98 är ett Four Seasons Hotels med lobby på våning 70. Våning 99 och 100 används som utsiktsplats.
Skyskrapan vann RIBAs Lubetkinpris 2012.
Tanken var att bygga en likadan tvillingskyskrapa, Guangzhou East Tower, men då uppdraget gick till en annan arkitektfirma, Kohn Pedersen Fox, blev designen en annan och namnet ändrades till Guangzhou Chow Tai Fook Finance Centre, kallat East tower.